# Rausch Schokoladen
Rausch GmbH is een bedrijf dat in 1918 door Wilhelm Rausch werd opgericht als zoetwarenfabriek, gespecialiseerd in chocoladeproducten gemaakt van fijne cacao.

## Geschiedenis
Wilhelm Rausch, zoon van een meester-banketbakker en chocolatier, opende in 1918 de Rausch Privat-Confiserie in Berlijn om pralines, chocolaatjes en honingkoekjes te produceren. Wilhelm Rausch had zeven eigen zoetwarenwinkels in Berlijn. Zijn drie kinderen zetten het bedrijf voort. In 1968 werd ter gelegenheid van het vijftigjarig jubileum een nieuwe chocoladefabriek geopend aan de Wolframstrasse 95–96 in Berlin-Tempelhof, waar ook fabrieksverkoop plaatsvindt.
In 1971 trad Jürgen Rausch, de zoon van Gerhard Rausch, toe tot het bedrijf en nam tien jaar later de leiding over. In 1982 liet hij in Peine een tweede chocoladefabriek bouwen om fijne chocolade te produceren. In 1998 ontstond daar het Rausch SchokoLand met een chocolademuseum, een chocoladecafé, een showproductie, destijds de grootste chocoladevulkaan ter wereld en een fabrieksoutlet. Het museum herbergt ook wat ooit de grootste chocoladepaashaas ter wereld was, met een afmeting van 3,19 m hoog, 1,53 m breed en 1,23 m diep, gemaakt van 11.320 kleine paashazen in 253 uur werk.
In 1989 kocht Rausch de voormalige Pruisische hofleverancier Fassbender, die al sinds 1863 bestond, samen met alle recepten en opende in 1999 de Fassbender & Rausch-winkel aan de Gendarmenmarkt in Berlijn-Mitte . Met 1.500 vierkante meter verkoopruimte is het het grootste chocoladehuis van Europa.
In 2000 werd onder de merknaam “Plantagen-Schokolade” een productassortiment geïntroduceerd waarbij elke variëteit uitsluitend bestaat uit fijne cacao uit een specifieke herkomstregio.
In juli 2023 opende Rausch een chocoladehuis in Peine. Het gaat onder meer om een café, een museum, een factory outlet. Bij het complex werden 52 e-laadstations geraliseerd, waarvan er 40 in samenwerking met Tesla zijn gebouwd. De overige twaalf pijlers zijn van elektriciteitsleverancier EnBW.

## Onderneming

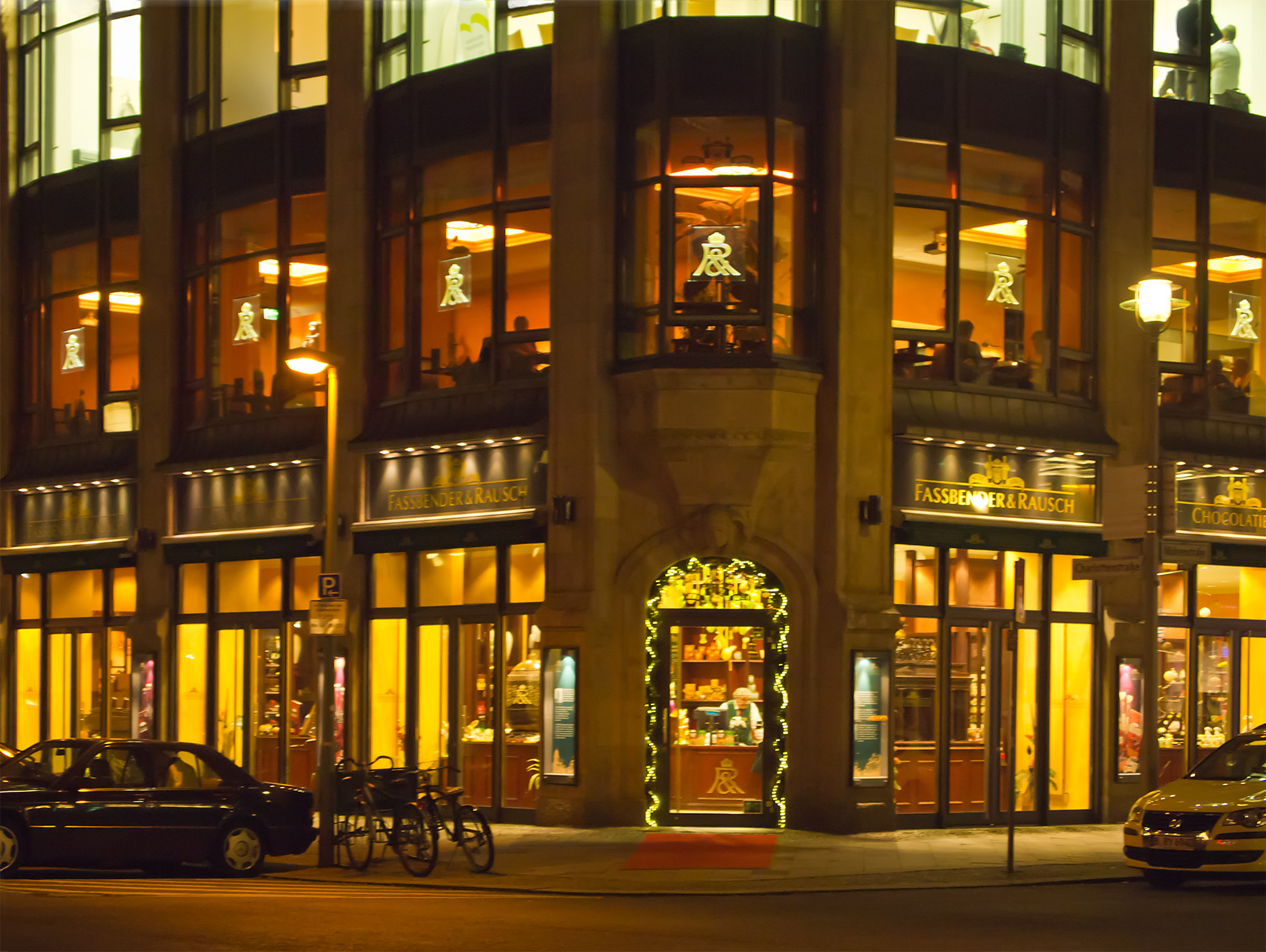
Winkel op de Gendarmenmarkt in Berlijn

Sinds 2015 is Rausch Schokolade, met uitzondering van de discounterproducten, alleen verkrijgbaar in de online winkel van het bedrijf en in het eigen chocoladehuis aan de Gendarmenmarkt in Berlijn en niet meer in de detailhandel. De strategie die het bedrijf volgt, noemt het Tree-to-Door. Dit betekent dat Rausch alles in eigen hand houdt, van de teelt van de cacao tot de productie van de chocolaatjes en de levering aan de klant. 

## Producten
Het assortiment omvat onder meer chocoladezoetwaren . Naast chocoladerepen vallen hier ook chocolaatjes en seizoensproducten zoals chocolade kerstmannen en paashazen, maar ook chocolaatjes gemaakt van fijne cacao van één herkomst, de Rausch Plantagen chocolaatjes.
Voor winkelketen Lidl produceert Rausch chocoladeproducten met de merknamen J.D. Gross, Mister Choc, Deluxe en Favorina (J.D.G Fine Food GmbH, Stederdorf (Peine)). De ‘discounterchocolade’ die voor Lidl wordt geproduceerd, maakt zo'n 90 % van de totale omzet van Rausch uit en vormt daarmee de echte steunpilaar van het bedrijf. 